# Завръщане в Клондайк
Завръщане в Клондайк (на английски: Back to the Klondike) е история на Дисни комикс, създадена от Карл Баркс през септември 1952 г. и публикувана през март 1953 г. в списание Four Color, брой 456. Скрудж Макдък се завръща в Клондайк, откъдето е направил своето състояние, като води Доналд и тримата му племенници със себе си, за да открие златото, което е оставил там.
Тази история е повратна точка в представянето на Скрудж от Баркс – първата, която показва, че героят има по-мека страна и неговата скъперна грубост е отчасти маска, която той използва, за да се предпази от самота и загуба.

## Сюжет
В началото на историята Скрудж Макдък изглежда страда от пропуски в паметта до степен, че дори не може да разпознае Доналд. Доналд го води на лекар и Скрудж получава хапчета, които трябва да помогнат за възстановяване на паметта му. Докато паметта му се връща, Скрудж внезапно започва да планира да се върне в Клондайк, Юкон, мястото на младостта си, където е спечелил богатството си. Той казва на Доналд и неговите племенници, които го придружават, че е оставил злато, заровено близо до старата му колиба. Скрудж също започва да прави препратки към Голди, позната от неговото минало.
Докато Скрудж сякаш преживява миналото си, но усещайки възрастта си, те пристигат в Доусън, където Скрудж обяснява как той и Голди са се запознали. Скрудж разказва на племенниците си как Голди е откраднала златото му от него в миналото и как той я е отвлякъл и я е принудил да работи за него до момента, в който виждаме - в ретроспективен план - Голди крещи на Скрудж, докато плаче за съсипаната си рокля.
Пътуването продължава, докато стигат до старата му колиба и за тяхна изненада тя е заета. Също така, настоящият обитател насилствено се съпротивлява на всеки техен опит да се приближи. Най-накрая племенниците успяват да изненадат и обезоръжат старата дама зад нападението, самата Голди. Докато Скрудж и Голди се срещат отново, съперничеството и привличането един към друг изглежда отново се появяват. Но Скрудж иска стар дълг, който Голди не може да плати. Тя дава последните си бижута на Скрудж и просто си тръгва. Но Скрудж я вика обратно и я предизвиква на състезание. Състезание кой първи ще намери златото.
Голди успява да намери стария тайник на Скрудж, който сега струва цяло състояние. Скрудж си тръгва привидно победен и се преструва, че тъй като не е взел хапчетата си, е забравил къде е златото. Но зад гърба си Доналд разкрива на племенниците си, че Скрудж наистина е взел хапчетата и на практика е предложил това злато на Голди. В крайна сметка племенниците му разбират, че Скрудж е по-емоционален, отколкото би искал да изглежда.

## Писане
Баркс пише историята след втория си развод, когато пътува и живее в мотели. В една книжарница в Сиатъл той намира копие на Клондайк'98 от Етел Андерсън Бекер, книга със снимки от златната треска в Клондайк.

## Публикуване
При първото си публикуване историята е съкратена от 32 на 27 страници, тъй като редакторите не мислят, че сцените с битката в бара и с отвличането са подходящи за комикс на Дисни. Баркс по-късно си спомня: „Мисля, че решиха, че трябва да имам достатъчно разум, за да знам, че не можете да се забърквате в битки в бар. Мина доста време след това, преди да разбера защо са го отрязали. Писмо от офиса или ми казаха при следващото ми посещение в офиса, че съм нарушил много от техните табута.“ Другото опасение на Уестърн е, че Скрудж отвлича Голди и я кара да работи по неговото твърдение в продължение на месец и тази поредица също е изрязана от публикуваната история.
По-късно всички изрязани рисунки, с изключение на половин страница, са възстановени и историята е публикувана в нейната цялост през 1981 г. с липсващата половин страница, реконструирана от Баркс.

## Анализ
Баркс проявява интерес към Клондайк и сцените от тази история са вдъхновени от стари приказки за Клондайк, но тази история може да се разглежда като най-важна заради приноса си към развитието на личността и начина на мислене на Скрудж. Участието на Скрудж в Златната треска на Клондайк е споменато и преди, но това е първият път, когато Клондайк става съществена част от миналото на Скрудж. В по-късните истории както на Баркс, така и на неговите „наследници“, препратките към миналото на Скрудж в Клондайк се появяват дори по-често от тези към родната му Шотландия.
Историята представя първата поява на Голди. Нейната любов-омраза със Скрудж се смята от някои хора, главно фенове на Дон Роса, за голяма част от привлекателността на двамата герои. Историята, според тези фенове, е първата, фокусирана върху любовния живот на Скрудж, и последната, фокусирана върху него от Баркс.
Друга тема, въведена в тази история, е, че Скрудж полага съзнателни усилия да скрие или отрече собствените си чувства и емоции, защото не иска да изглежда уязвим. Това се превръща в съществена част от начина на мислене и действие на героя в следващите истории. Често споменавана като една от най-силните истории на Баркс, тя до голяма степен определя характера на Скрудж и темите, въведени тук, сега се считат за част от традицията.
Част от историята обаче е противоречива, тъй като Уестърн Пъблишинг налага цензура върху някои от панелите.

## В България
Историята е издадена в България през 2022 г. от издателство „Егмонт“ в първия том от поредицата „Дъкбург“.